# Calfvel (Gent)
Het Gentse Calfvel was de spotnaam voor het keizerlijk edict dat op 11 april 1515 door Karel V werd uitgevaardigd.

## Inhoud
Deze oorkonde bevestigde expliciet de Vrede van Cadzand waardoor de stedelijke rechten en vrijheden van de Arteveldestad (in casu Gent), tevens de geboortestad van de Habsburgse vorst Karel flink werden ingeperkt. Naast de verplichte eed van trouw werden in het decreet ook de kiesprocedures van de twee hoofddekens en de gewone dekens van de ambachten precies vastgelegd.
Het document moest worden neergelegd in het stedelijk archief van het Belfort, het zgn. 'secreet' en werd ook nog eens geregistreerd in het 'Rode Boek', een van de Gentse stadscartularia.
Op 28 augustus 1537 wordt het Gentse Calfvel publiekelijk verscheurd, in de aanloop naar de Gentse Rebellie in 1540. Dit betekende een regelrechte inbreuk op de soevereiniteit van Karel V en droeg bij tot de keizerlijke interventie in 1540 in Gent.

## Trivia
- Het Calfvel werd volgens sommige bronnen door het stadsbestuur in verschillende stukken gescheurd en vervolgens in de toegestroomde massa geworpen. Hierop verscheurde de uitzinnige stadsbewoners het document verder en aten ze zelfs de stukjes op, opdat er niets van zou overblijven.[bron?]